# Centro Studi Ricerche Ligabue
Il Centro Studi Ricerche Ligabue (CSRL) è stato costituito con atto notarile il 12 ottobre del 1978, l'Assemblea Costituente si è svolta il 30 giugno 1979 a Venezia.
Il CSRL raccoglie il patrimonio culturale prodotto fin dalle spedizioni di Giancarlo Ligabue durante gli anni che vanno dal 1973 all'anno di fondazione dell'associazione e di tutte le successive.
A febbraio 2016, le attività e il patrimonio del CSRL sono confluite nella Fondazione Giancarlo Ligabue istituzione creata da Inti Ligabue, figlio del fondatore, in collaborazione con istituzioni locali e internazionali.
Inti Ligabue ha assunto la carica di Presidente del CSRL nel 2015 dopo la scomparsa del padre.
La discipline d'interesse del Centro Studi sono Antropologia, Archeologia, Paleontologia e Scienze Naturali.

## Antropologia
Di particolare interesse è il rapporto musica-danza-estasi. Seguendo questo filone le spedizioni etnografiche si sono concentrate sullo studio delle figure sciamaniche. Un altro filone seguito a livello antropologico è lo studio delle variazioni del DNA mitocondriale e del Cromosoma Y nelle popolazioni della Nuova Guinea Occidentale, volto a comprendere il livello di interscambi genetici tra le varie etnie locali.

## Archeologia
Gli scavi, effettuati in collaborazione con Enti ed Università di rilievo internazionale, hanno portato a scoperte di grande importanza in vari paesi del Centro e Sud America e in Turkmenistan e Kazakistan.

## Paleontologia
Il settore dello studio paleontologico ha preso vita dal successo della prima spedizione nel deserto del Ténéré (Niger) dal quale sono stati ricavati una serie di reperti ora esposti al Museo civico di storia naturale (Venezia), in particolare lo scheletro completo di Ouranosaurus nigeriensis. Alla prima spedizione del 71 ne seguirono molte altre, coprendo aree di scavo in quasi tutti i continenti.

## Scienze Naturali
Nelle missioni degli altri ambiti è sempre curato l'aspetto interdisciplinare, dando particolare attenzione alle Scienze Naturali, questo ha portato alla scoperta di nuove specie animali e vegetali.
Sono state anche organizzate spedizioni ad esclusivo carattere naturalistico. Di rilievo è il rinvenimento di un lemure Aya-Aya, ritenuto scomparso prima di allora.

## Le principali scoperte
- Rinvenimento di 6 giacimenti di fossili (Sahara, Madagascar, Brasile, Patagonia, Bolivia, Mongolia)
- Cinque siti nei quali sono stati rinvenuti ominidi (India, Arabia, Oman, Bophuthatswana, Tanzania)
- Nelle partecipazioni alle spedizioni archeologiche sono state rinvenute tre città sepolte-necropoli (Colha, Shar-i Sokhta, Gonur Depe)
- Di notevole importanza anche il rinvenimento di 12 tra insediamenti, centri megalitici, piramidi, mausolei, pitture rupestri (Perù, Ecuador, Bolivia, Isola di Pasqua, Turkmenistan, Kazakistan)
- Sono state individuate le etnie Palawan nelle Filippine e Iran Jaya in Papua Nuova Guinea
- Le pitture rupestri di un centro cerimoniale in Australia
- A livello naturalistico sono state individuate le specie di animali fossili o viventi del Matzoia sp (fossile, Madagascar), Pakitragus ligabuei (fossile, Arabia), Araripescorpius ligabuei (fossile Brasile), Masrasector ligabuei (fossile, Oman), Liaguehnium bolivianum (fossile, Bolivia), Cearadactylus ligabuei (fossile, Brasile), Paralimna ligabuei (vivente), Asmeringa ligabuei (vivente).
- Scoperte anche numerose piante in Sud America.